# Baryscapus prionomeri
Baryscapus prionomeri är en stekelart som först beskrevs av Girault 1916.  Baryscapus prionomeri ingår i släktet Baryscapus och familjen finglanssteklar. Inga underarter finns listade.